# Anthonique Strachan
Anthonique Strachan (Nassau, 22 agosto 1993) è una velocista bahamense, campionessa mondiale juniores dei 100 e 200 metri piani nel 2012.

## Progressione

### 100 metri piani
| Stagione | Tempo | Luogo       | Data      | Rank. Mond. |
| -------- | ----- | ----------- | --------- | ----------- |
| 2014     | 11"33 | Nassau      | 27-6-2014 | 101ª        |
| 2013     | 11"47 | Auburn      | 20-4-2013 | 166ª        |
| 2012     | 11"20 | Barcellona  | 11-7-2012 | 47ª         |
| 2011     | 11"38 | Montego Bay | 23-4-2011 | 108ª        |
| 2009     | 11"88 | Gainesville | 3-4-2009  | 789ª        |

### 200 metri piani
| Stagione | Tempo | Luogo      | Data      | Rank. Mond. |
| -------- | ----- | ---------- | --------- | ----------- |
| 2015     | 22"69 | Doha       | 15-5-2015 | 32ª         |
| 2014     | 22"50 | Shanghai   | 18-5-2014 | 12ª         |
| 2013     | 22"32 | Nassau     | 22-6-2013 | 6ª          |
| 2012     | 22"53 | Barcellona | 13-7-2012 | 16ª         |
| 2011     | 22"70 | Miramar    | 23-7-2011 | 25ª         |
| 2010     | 23"66 | Moncton    | 22-7-2010 | 243ª        |
| 2009     | 23"95 | Vieux Fort | 13-4-2009 | 442ª        |

## Palmarès
| Anno | Manifestazione          | Sede           | Evento        | Risultato  | Prestazione | Note                                             |
| ---- | ----------------------- | -------------- | ------------- | ---------- | ----------- | ------------------------------------------------ |
| 2010 | Mondiali juniores       | Moncton        | 200 m piani   | Semifinale | 23"99       |                                                  |
| 2011 | Campionati CAC          | Mayagüez       | 200 m piani   | Argento    | 22"90       |                                                  |
| 2011 | Campionati CAC          | Mayagüez       | 4×100 m       | Bronzo     | 43"74       |                                                  |
| 2011 | Mondiali                | Taegu          | 200 m piani   | Semifinale | 23"85       |                                                  |
| 2011 | Mondiali                | Taegu          | 4×100 m       | Batteria   | 50"62       |                                                  |
| 2012 | Mondiali juniores       | Barcellona     | 100 m piani   | Oro        | 11"20       | Miglior prestazione mondiale stagionale under 20 |
| 2012 | Mondiali juniores       | Barcellona     | 200 m piani   | Oro        | 22"53       | Record dei campionati                            |
| 2012 | Mondiali juniores       | Barcellona     | 4×100 m       | Batteria   | dnf         |                                                  |
| 2012 | Giochi olimpici         | Londra         | 200 m piani   | Semifinale | 22"82       |                                                  |
| 2012 | Giochi olimpici         | Londra         | 4×100 m       | Batteria   | 43"07       | Miglior prestazione personale stagionale         |
| 2013 | Mondiali                | Mosca          | 200 m piani   | Semifinale | 22"81       |                                                  |
| 2014 | World Relays            | Nassau         | 4×100 m       | 10ª        | 43"46       | Miglior prestazione personale stagionale         |
| 2014 | World Relays            | Nassau         | 4×200 m       | 4ª         | 1'31"31     | Record nazionale                                 |
| 2015 | World Relays            | Nassau         | 4×200 m       | Finale     | dq          |                                                  |
| 2015 | Giochi panamericani     | Toronto        | 200 m piani   | Finale     | dnf         |                                                  |
| 2015 | Giochi panamericani     | Toronto        | 4×100 m       | 7ª         | 44"38       |                                                  |
| 2016 | Giochi olimpici         | Rio de Janeiro | 200 m piani   | Batteria   | 22"96       | Miglior prestazione personale stagionale         |
| 2016 | Giochi olimpici         | Rio de Janeiro | 4×400 m       | Batteria   | 3'26"36     | Record nazionale                                 |
| 2017 | World Relays            | Nassau         | 4×400 m       | Batteria   | 3'34"40     | Miglior prestazione personale stagionale         |
| 2017 | World Relays            | Nassau         | 4×400 m mista | Oro        | 3'14"42     |                                                  |
| 2017 | Mondiali                | Londra         | 200 m piani   | Semifinale | 23"21       |                                                  |
| 2017 | Mondiali                | Londra         | 4×400 m       | Batteria   | dnf         |                                                  |
| 2018 | Giochi del Commonwealth | Gold Coast     | 200 m piani   | Semifinale | 23"62       |                                                  |
| 2019 | Giochi panamericani     | Lima           | 200 m piani   | 5ª         | 22"97       |                                                  |
| 2019 | Mondiali                | Doha           | 200 m piani   | Semifinale | 25"44       |                                                  |
| 2021 | Giochi olimpici         | Tokyo          | 200 m piani   | Semifinale | 22"56       | Miglior prestazione personale stagionale         |
| 2022 | Mondiali indoor         | Belgrado       | 60 m piani    | Semifinale | 7"17        | Miglior prestazione personale                    |
| 2022 | Mondiali                | Eugene         | 100 m piani   | Semifinale | 10"98       | Miglior prestazione personale                    |
| 2022 | Mondiali                | Eugene         | 200 m piani   | Batteria   | 1'50"06     |                                                  |
| 2022 | Campionati NACAC        | Freeport       | 100 m piani   | Batteria   | 11"48       |                                                  |
| 2022 | Campionati NACAC        | Freeport       | 4x100 m       | Argento    | 43"34       |                                                  |
| 2023 | Mondiali                | Budapest       | 200 m piani   | 6ª         | 22"29       |                                                  |
| 2024 | Mondiali indoor         | Glasgow        | 60 m piani    | Semifinale | 7"36        |                                                  |

## Altre competizioni internazionali
2014
- 4ª in Coppa continentale ( Marrakech), 200 m piani - 22"73

## Riconoscimenti
- Atleta mondiale emergente dell'anno (2012)